# ウィリアム・スタイロン

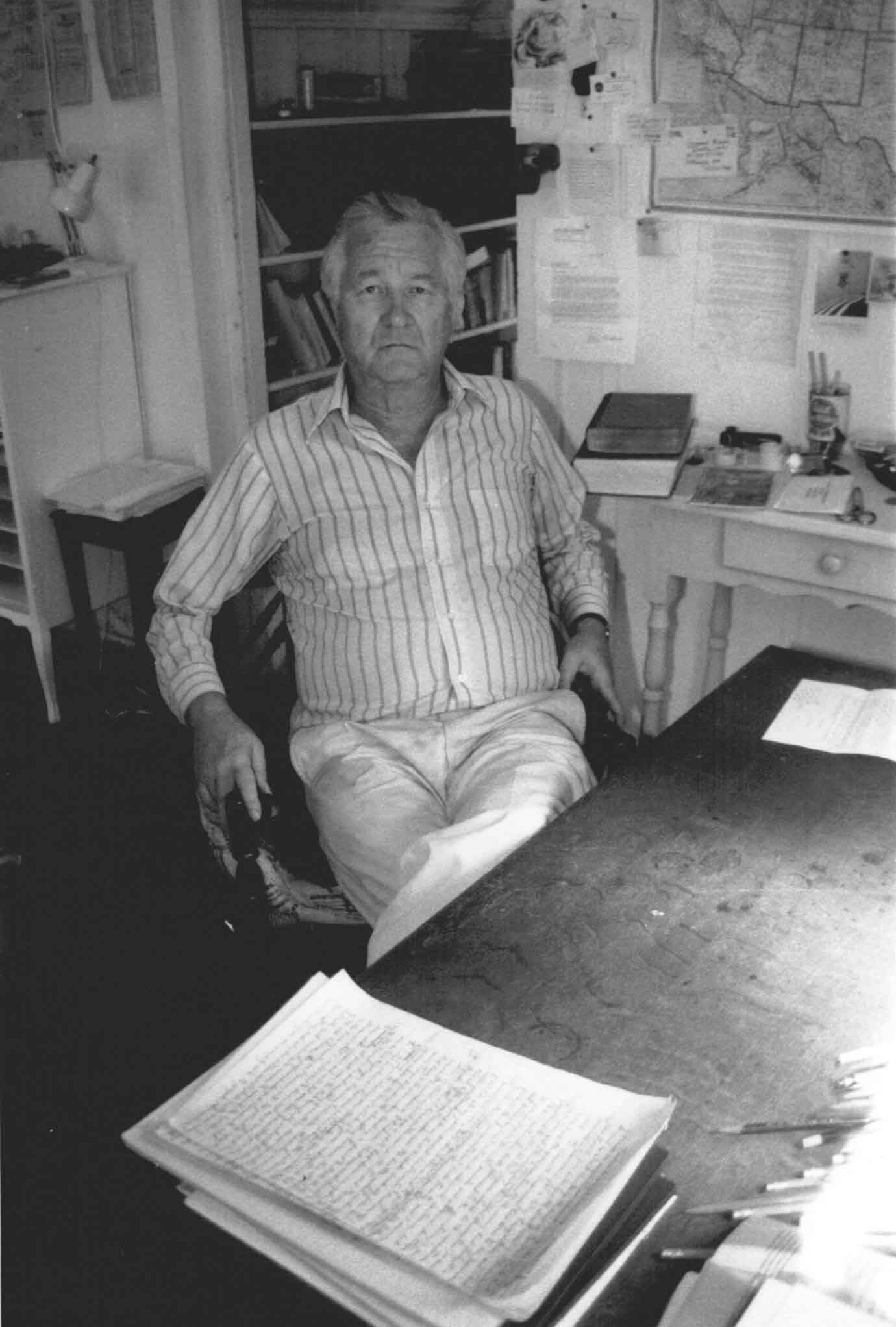

ウィリアム・スタイロン（英: William Clark Styron, Jr.、1925年 6月11日 - 2006年 11月1日）は、アメリカ合衆国バージニア州出身の小説家、随筆家である。

## 人物
1990年に回顧録『見える暗闇』(Darkness Visible)を出版する以前から、以下のような小説で著名であった。
- 『暗闇に横たわれ』（Lie Down in Darkness、1951年）
- 『ナット・ターナーの告白』（The Confessions of Nat Turner、1967年）。1831年にバージニア州で起こった奴隷反乱の指導者ナット・ターナーの独白
- 『ソフィーの選択』（Sophie's Choice、1979年）。ホロコーストから生き残ったソフィー、「そして2人の男達：ネイサンは才気あふれるが危険、スティンゴは寂しがり屋で欲求不満でニューヨークで作家になりたがっている」

『見える暗闇』の出版でスタイロンの影響力が深まり、読者層が拡がった。この回顧録は著者の鬱病への破滅的な降下、「絶望の上の絶望」を記述している。多くの者を襲っているがまだ広く誤解されている病気を検証することで、スタイロンはこの試練の悩みを詳しく親密に語り掛けており、「死に至る絶望」という心の悩みを表している。

## 初期の経歴
ウィリアム・スタイロンはバージニア州ニューポート・ニューズにあるヒルトン・ビレッジ歴史地区で生まれた。そこはスタイロンの最も有名で議論も呼んだ小説の題材となったナット・ターナーの奴隷反乱が起こった場所から100マイル (160 km)も離れていなかった。スタイロンの父方の祖父は奴隷所有者であり、北部出身の母と進歩的南部人の父は、スタイロンの世代には無くなっていた人種間の関係について広い知識を与えた。スタイロンの子供時代は難しいものであった。造船技師の父親は鬱病を患い（スタイロン自身も後に経験した）、母親はスタイロンの14歳の誕生日前に癌で死んだ。
スタイロンは3年生までニューポート・ニューズのヒルトン小学校に通った。その後、スタイロンの父が反抗期の強くなってきたスタイロンをバージニアの海岸地域にあるエピスコパル大学予備校、クライストチャーチ学校に入れた。スタイロンは後に「私が通った学校の中でも...クライストチャーチは単なる尊敬以上のものを与えた...何というか、私の真の変わらない情熱である。」と語った。
そこを卒業したスタイロンは、ダビッドソン・カレッジに入学したが、結局退学して第二次世界大戦の終わり頃海兵隊に入った。スタイロンは中尉になったが、船がサンフランシスコ港を離れる前に日本が降伏した。その後デューク大学に入り直して英語で文学士号を取得した。学生時代にウィリアム・フォークナーに強く影響を受けて最初の短編小説を学生の作品集の中に出版した。

## 最初の小説
大学を1947年に卒業したスタイロンはニューヨーク市のマグローヒル社で編集者の職に就いた。スタイロンは後の小説『ソフィーの選択』の中で自叙伝的な記述を入れこの時の仕事の惨めさを思い起こしているが、雇用主に彼をクビにするよう仕向け、一心に最初の小説に取り掛かった。3年後の1951年、その小説『暗闇に横たわれ』を出版した。これは機能しなくなったバージニアの家庭で若い女性を自殺に追いやる話であった。この小説は批評家の圧倒的な賞賛を得て、ローマのアメリカン・アカデミーと芸術・文学アメリカン・アカデミーによる権威有るローマ賞を受賞した。しかし、朝鮮戦争のために再召集が掛かり、直ぐに賞を受け取ることができなかった。スタイロンは1952年に眼疾患が原因で退役し、ノースカロライナ州キャンプ・ルジューンでの体験を短編『長い行進』（The Long March）に仕上げ、翌1953年に連作で出版した。
スタイロンはその後ヨーロッパで長期間を過ごした。パリに居るときにロマン・ゲアリー、ジョージ・プリンプトン、ピーター・マシーセン、ジェイムズ・ボールドウィン、ジェイムズ・ジョーンズ、およびアーウィン・ショー等と知り合った。この集団は1953年にパリ・レビューを創刊して話題になった。
スタイロンにとって1953年は出来事の多い年であった。やっとローマ賞を受賞するためにイタリアへ旅行した。アメリカン・アカデミーで前の年にジョンズ・ホプキンス大学で紹介されたことのある若きボルチモアの詩人ローズ・バーガンダーと出会い、親交を再開した。二人は1953年の春にローマで結婚した。CBS の90分ドラマシリーズ「プレイハウス90」のエピソード『長い行進』（1958年放映）は前述の中編小説に基づいている。
この時期のスタイロンの経験は後に『この家に火を着けろ』（Set This House on Fire、1960年）になった。この小説はフランスのリビエラ海岸にいるアメリカの知識人海外居住者についてのものだった。肯定否定両面のある批評を受け、ある批評家はメロドラマであり洗練された作りになっていないと言って攻撃した。しかし、この小説はヨーロッパで遙かに違った受け取られ方をし、その翻訳書はベストセラーになりアメリカでの売り上げを凌いだ。出版者にとってはそれだけでも成功と考えられた。

## ナット・ターナー論争
スタイロンは自分のスタディオの扉の上に、ギュスターヴ・フローベールの言葉を掲げた。
| 「 | 生活を規則正しく秩序有るものにしろ。そうすれば仕事が強烈で独創的なものになる。 | 」 |

ある種金言であるフローベールの言葉はその後の数年間を予言するもののようであった。スタイロンが1967年と1979年の間に出版した2冊の小説に対する反応は、まさに強烈なものであった。スタイロンは、『この家に火を着けろ』に対する最初で真に激しい批評に傷付いており、次の小説の調査と構成に数年を費やし、1967年に18世紀に奴隷の反乱を指揮したナット・ターナーの自伝という形で『ナット・ターナーの告白』を書き上げ上梓した。この期間、ジェイムズ・ボールドウィンが数ヶ月間、スタイロンの客になっており、その小説『もう一つの国』を書いていた。
 
皮肉なことに、黒人作家ボールドウィンの『もう一つの国』は、白人を主人公にしたことで何人かのアフリカ系アメリカ人批評家によって批判され、ボールドウィンをしてスタイロンの前に大きな問題を予感させることになった。1967年の『ナット・ターナーの告白』出版直後のインタビューでボールドウィンは、「ビル（スタイロンのこと）は両側からそれを捕まえることだろう」と語った。ボールドウィンの言葉は予言として正しかった。ボールドウィンやラルフ・エリソン達がスタイロンを弁護したにも拘わらず、アフリカ系アメリカ人批評家大集団がスタイロンのナット・ターナーの描き方は人種差別の典型的なものであると非難した。
特に議論を呼んだ文章は、ナット・ターナーが白人の婦人を強姦することを夢想するところであり、批評家は南部で伝統的なリンチの正当化について、恒久化させる危険性があると指摘した。一方で、多くの批評家はスタイロンの小説ではナット・ターナーがその欠点があるにも拘わらず、強く、共感を呼び、英雄的に描かれていると指摘した。論争が続いていたものの、この小説はよく売れて営業的には成功であった。1968年にはピュリッツァー賞の小説部門、および芸術・文学アメリカン・アカデミーのウィリアム・ディーン・ハウェル賞を獲得した。

## 後の作品
スタイロンの次の作品『ソフィーの選択』（1979年）は、『ナット・ターナーの告白』で得た熱烈な支援にはほとんど合わない内容であった。スタイロンはホロコーストの非ユダヤ人被害者について書くことで、これはこれでやや小さな議論を呼んだ。小説の内容はポーランドのカトリック教徒でアウシュヴィッツの生き残りであるソフィー、その愛人で才気あふれるが精神疾患で危険なところのあるユダヤ人ネイサン、ソフィーに憧れるアメリカ南部出身の若者スティンゴを絡めた話を描き、1980年の全米図書賞を受けたうえに全米でベストセラーになった。1982年の映画『ソフィーの選択』はアカデミー賞の5部門でノミネートされ、ソフィーを演じたメリル・ストリープが主演女優賞を獲得した。
1985年にはフランスの「プリ・モンディアル・キノ・デル・デュカ賞」を受賞した。この年スタイロンは深刻な鬱病となり、その経験を1990年に自叙伝『見える暗闇』に著した。これは狂気に落ち込む様子を内面から描くことができたものであった。スタイロンの小説『シャデラク』は1998年に同じ題で映画になり、スタイロンの娘スザンナ・スタイロンが助監督を務めた。スタイロンの他の2人の娘も芸術家であり、パオラは国際的に評価される現代舞踊家、アレクサンドラは『すべてが有能な女達』（All The Finest Girls、2001年）を書いた小説家である。スタイロンの息子、トマスはイェール大学の臨床心理学教授である。
スタイロンの他の作品では、戯曲『イン・ザ・クラップ・シャック』（In the Clap Shack、1973年）およびノンフィクション短編集『この静かな埃』（This Quiet Dust、1982年）がある。
スタイロンは2006年11月1日、マーサズ・ヴィニヤードにおいて肺炎で死んだ。81歳。

## 作品
- 『暗闇に横たわれ』 Lie Down in Darkness、1951年
- 『長い行進』 The Long March、1952年 (連作)、1956年 (単行本)
- 『この家に火を着けろ』 Set This House on Fire、1960年
- 『ナット・ターナーの告白』 The Confessions of Nat Turner、1967年
  - 邦訳『ナット・ターナーの告白』大橋吉之輔訳、河出書房新社1970年、新装版1979年 ISBN 9784309717272
- 『ソフィーの選択』 Sophie's Choice、1979年
  - 邦訳『ソフィーの選択』大浦暁生訳、新潮社1983年、新潮文庫1991年
- 『この静かな埃』This Quiet Dust, and Other Writings、1982年、増補版1993年
- 『見える暗闇：狂気の記憶』　Darkness Visible: A Memoir of Madness、1990年
  - 邦訳『見える暗闇―狂気についての回想』 大浦暁生役、新潮社1992年
- 『海岸地方の朝：若者からの3つの話』 A Tidewater Morning: Three Tales from Youth、1993年